# 坎土曼

新疆的坎土曼（右）

坎土曼（维吾尔语：كەتمەن，拉丁维文：ketmen），或译作坎土镘、砍土曼，清时译为恰特满，是生活在新疆及周边地区的维吾尔族农民使用的农具。坎土曼兼具锄头和铁锹的功能，有“万能工具”的称号。

## 样式与功用
坎土曼是由维吾尔族铁匠专门制造的铁制工具。坎土曼有不同的大小，大的一般长30厘米，宽25厘米，小的一般长25厘米，宽20厘米。坎土曼一般重1到2公斤，也有3到5公斤的特大号坎土曼，坎土曼的柄一般由杏树、梨树或桑树的木头制成，长大概1.5米。一般情况下，南疆地区的维吾尔农民会使用较大的坎土曼，而北疆地区的坎土曼较小。男性使用的较大，女性使用的较小。坎土曼样式类似锄头，但比锄头大得多，因为新疆各地土质和各地不一的习惯，坎土曼的形状也有所不同，主要有圆头、方头或舌形头等，其中吐鲁番地区多为齐头方型，库车县一带使用的坎土曼多为尖头长形。因为需要铲土，坎土曼具有一定弧度。肩宽背厚刃薄的坎土曼坎可以较为轻易的铲断树根或者砖块。坎土曼一般采用加钢的刃口。为避免卷刃、崩刃，打造坎土曼的时候需要掌握较好的热处理技术。打造坎土曼的铁匠会在坎土曼上锻造或雕刻花纹和图案，或者是自己的姓名。
坎土曼兼具锄头和铁锹的功能，主要可以用来翻地、挖渠、装撒饲料、松土除草、引水灌田等。除了用于干农活，在田间休息的时候，洗干净的坎土曼会用来盛放馕、水果等食物，有时候也会被用来当作农忙休憩时的临时枕头。坎土曼不仅是新疆的维吾尔农民的农具，生活在在乌兹别克斯坦、哈萨克斯坦等中亚国家的农民也在使用坎土曼。

## 历史

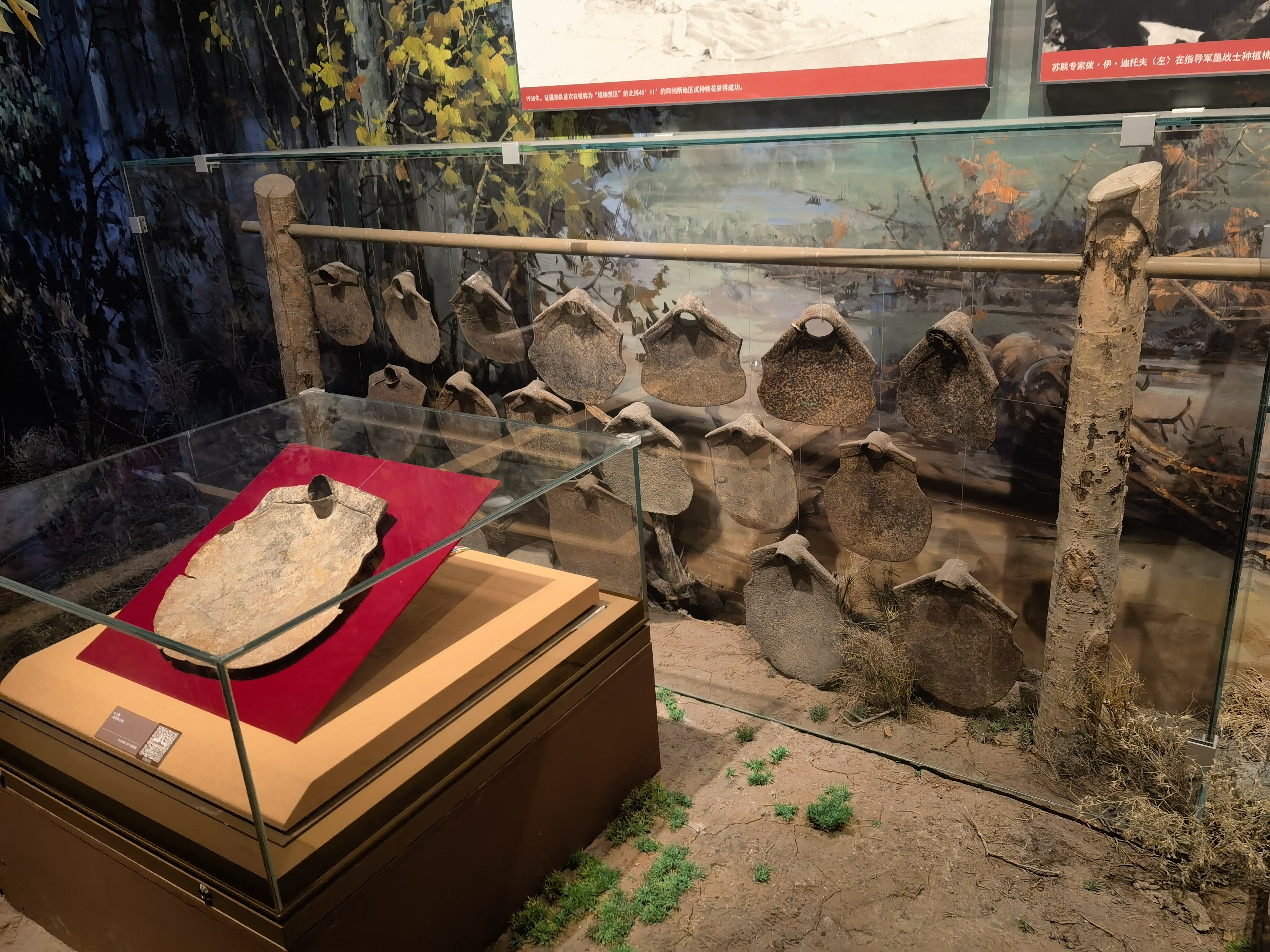
新疆兵团军垦博物馆馆藏的直径36厘米的坎土曼

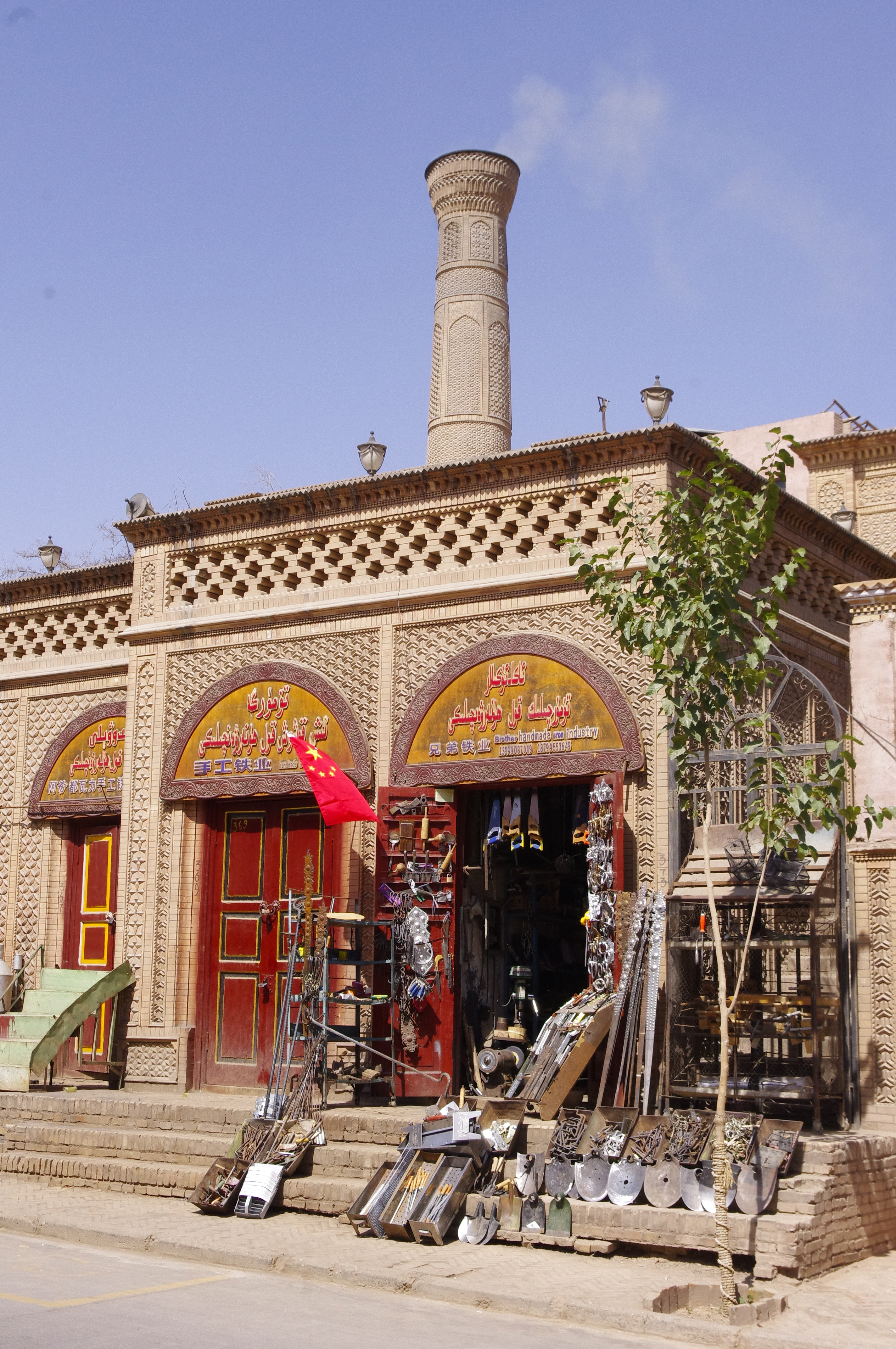
喀什卖坎土曼的铁器店

坎土曼在新疆的历史悠久。在克孜尔千佛洞第175窟的壁画中就有两个正在挖地的男子，他们所使用的工具类似现在的坎土曼。虽然坎土曼的词源暂不清楚，但在二十世纪初伯希和等人在敦煌出土的30多件回鹘文文献中有提到坎土曼一词。一封公元十世纪的回鹘文书信提到“让骆驼吃草，两块丝和两只坎土曼留在家里使用”。11世纪语言学家麻赫穆德·喀什噶里所撰写的《突厥语大词典》之中也提到坎土曼是一种农具。《古突厥词典》也曾收录该词，并称其为кетмень（锄头）。俄语кетмень的使用也可见坎土曼的使用不仅历史悠久，范围也很广泛。清代七十一编纂的《西域见闻录》以及傅恒、刘统勋等人编纂的《钦定皇舆西域图志》中对坎土曼的记载为“恰特满，形似铁镢，其头甚圆。以枣木为直柄，用以垡土开沟，并引沟水灌田”。
进入二十世纪下半叶，不仅是维吾尔农民，其他生活在新疆的人们也开始使用坎土曼作为开垦农田的工具。1950年，新疆军区开始开展生产建设工作，曾向苏联订购5万把坎土曼。新疆兵团军垦博物馆中还收藏着一把经过多年使用直径仍剩36厘米的大坎土曼，这把坎土曼被定为国家一级革命文物。农业合作化运动后，坎土曼难以完成大面积农田种植的任务，坎土曼逐渐被新型农具、机械农具所代替。
坎土曼也被文学作品所记录，刘亮程曾以坎土曼作为主题之一创作了小说《凿空》。